# Kemar
 (février 2023).
Pour les articles homonymes, voir Jarousseau.
Kemar /kəmaʁ/, né le 5 novembre 1987, est un vidéaste et acteur français. Il se fait connaître en publiant des sketchs vidéo sur Internet avec le trio Le Velcrou. En 2017, il est co-scénariste et acteur du film Le Manoir.

## Biographie

### Enfance
Marc Jarousseau naît le 5 novembre 1987. Il passe sa scolarité à Vanves, avant d'emménager à Paris[réf. souhaitée].

### Carrière de vidéaste
Il tourne et publie ses premières vidéos sur Dailymotion sous le pseudonyme « Kemar » aux côtés de Norman Thavaud et Hugo Dessioux qu'il rencontre lors d'une soirée. Ensemble, ils forment un trio appelé Le Velcrou. Il tourne d'abord des vidéos lui-même. Ses séries de vidéos les plus visionnées sont 10 techniques pour arrêter de fumer et les Micro-crottoirs[réf. souhaitée]. Il réalise des productions musicales humoristiques comme La chanson d'anniversaire, Mon style ou DJ Santos. Il interprète aussi des personnages qu'il crée lui-même à l'instar de Paco Lopez et Fernand Fernandel.
En 2012, Marc Jarousseau participe au spectacle Le Zapping Amazing organisé par Norman Thavaud. Ce sont alors ses premières expériences sur scène. Marc Jarousseau intègre le Studio Bagel, filiale du Groupe Canal+, réunissant plusieurs vidéastes. Il participe à une majorité de sketches produits et réalisés dans ce cadre. Une série de sketches tournent autour d'un de ses personnages, l'inspecteur Le Blanko, parodie de séries policières françaises. Il participe aussi à l'écriture des épisodes du Dézapping du Before[source secondaire souhaitée].
Il est comédien principal et scénariste des sketches de la Biscotte[source secondaire souhaitée]. Il y parodie les émissions télévisuelles sportives. De mai 2016 à avril 2017, il réalise 46 000 % Sport, une parodie d'émission sportive où il interprète Dimitri Crackers, présentateur excessif reprenant à l'extrême les codes des journalistes sportifs[source secondaire souhaitée]. Il apparaît également dans la web-série Tout pour le muscle[pertinence contestée].
Il co-scénarise le film de Tony Datis Le Manoir, sorti en 2017, dans lequel il joue avec Natoo, Mister V et Ludovik,.

### Vie privée
De 2011 à 2018, il est le compagnon de la vidéaste Natoo. Le couple rompt en avril 2018,.

## Publications
Kemar publie un livre intitulé Le Livre dont vous êtes le zéro et édité aux éditions Michel Lafon paru le 26 mai 2016. L'ouvrage est inspiré des livres à caractère interactif Livres dont vous êtes le héros de James Herbert Brennan, dans lesquels le scénario dépend des choix du lecteur.
- 2016 : Le Livre dont vous êtes le zéro  (ISBN 2749928958)

## Filmographie

### Cinéma
- 2017 : Le Manoir de Tony Datis : Fabrice (également co-scénariste)
- 2018 : Les Affamés de Léa Frédeval : David
- 2020 : Impionçable de Babor Lelefan : Chris

### Télévision
- 2016 : Le Département de Benjamin Busnel (Inernet), saison 1 épisode 3 Aider un collègue : Karim
- 2017 : Sharknado 5: Global Swarming : un touriste à Rome
- 2022 : La Petite Histoire de France  : le baron Falgarone